# James Norman Goodier
James Norman Goodier (Preston, 17 de outubro de 1905 — 5 de novembro de 1969) foi um engenheiro inglês e professor de mecânica aplicada na Universidade Stanford.
Em 1931 casou com a filha de Stephen Timoshenko, Marina Timoshenko (1906 — 1994).
Recebeu a Medalha Timoshenko de 1961. Foi eleito membro da Sociedade dos Engenheiros Mecânicos dos Estados Unidos em 1964.

## Publicações
- Theory of Elasticity (com Stephen Timoshenko), 1951.
- Elasticity and Plasticity (com Philip Gibson Hodge), 1958.